# San Francisco de Becerra (ort)
San Francisco de Becerra är en ort i Honduras.   Den ligger i departementet Departamento de Olancho, i den centrala delen av landet, 130 km nordost om huvudstaden Tegucigalpa. San Francisco de Becerra ligger 376 meter över havet och antalet invånare är 2 411.
Terrängen runt San Francisco de Becerra är platt åt nordväst, men åt sydost är den kuperad. Runt San Francisco de Becerra är det ganska glesbefolkat, med 21 invånare per kvadratkilometer. Närmaste större samhälle är Juticalpa, 13,4 km väster om San Francisco de Becerra.  